# Laphria huron
Laphria huron là một loài ruồi trong họ Asilidae. Laphria huron được Bromley miêu tả năm 1929. Loài này phân bố ở vùng Tân Bắc giới.